# Louis Bertignac
Louis Benhaïm, dit Louis Bertignac, né le 23 février 1954 à Oran (Algérie française), est un chanteur, musicien, parolier et guitariste français. Il est le cofondateur du groupe de rock Téléphone, avec lequel il a vendu près de six millions de disques. Il entame une carrière solo à partir de 1986. De 2015 à 2017, il forme avec Jean-Louis Aubert et Richard Kolinka le groupe Les Insus pour des concerts et des tournées où ils interprètent le répertoire de Téléphone, sans utiliser le nom du groupe, compte tenu de l'absence de la bassiste Corine Marienneau.
Il est membre du jury de 2014 à 2015 dans la version française de The Voice Kids et de 2012 à 2013 dans The Voice, diffusées sur TF1 .
Il est aussi connu pour jouer avec sa guitare fétiche : une Gibson SG junior de 1963 relookée, réparée et passée de 22 à 24 
cases.

## Biographie

### Famille et jeunesse
Louis Laurent Bertignac, né le 23 février 1954 en Algérie française, est le fils de Joël Benhaïm, juif d’Algérie, qui opte pour le patronyme « Bertignac » par volonté d'intégration. En 1957, sa famille quitte l'Algérie et s'installe en banlieue parisienne puis dans le 17e arrondissement.
En 1966, il obtient sa première guitare et s'inscrit au conservatoire de musique. En 1968, il se passionne pour les grands albums anglo-saxons du moment tels que l'album blanc des Beatles ou encore Beggars Banquet des Rolling Stones. L'album Let It Bleed des Rolling Stones qu'il achète en janvier 1970 va le marquer durablement, au point qu'il le considère comme « l'album de sa vie »,. À partir de ce moment, il commence véritablement à jouer de la guitare, à écrire des chansons et à monter des groupes.
En 1970, il commence à suivre un cursus scolaire au lycée Carnot de Paris où il partage sa passion avec ses amis, dont Lionel Lumbroso qu'il rencontrera en 1972 avec qui il formera un groupe. Un soir de l'été 1973, alors qu'il cherche de la drogue avec son ami Lionel, il rencontre par hasard Corine Marienneau qui vit alors en colocation dans une maison à Saint-Cloud. Après plus d'un an et demi d'amitié, ils se mettent ensemble en 1975.
Durant l'année scolaire 1973-1974, alors qu'il redouble sa terminale, le jeune homme se retrouve dans la même classe qu'un autre rocker tout juste arrivé au lycée : Jean-Louis Aubert,. C'est le début d'une longue amitié qui a commencé par une rivalité musicale durant les premières semaines. Ensemble, ils forment le groupe Korange en 1973,. À la fin de l'année scolaire en 1974, les deux amis obtiennent leur bac C.
Du 30 juin au 8 septembre 1974, Louis et Lionel Lumbroso voyagent aux États-Unis, où ils croiseront plusieurs fois Jean-Louis Aubert et son ami Olivier Caudron, tous deux également en voyage. De retour en France, Louis se lancera dans des études de médecine.

### Débuts musicaux
En 1974, Louis achète sa célèbre Gibson SG Jr à Londres. Puis fin 1974, Louis se rend à une soirée avec son ami Olivier Caudron au château d'Hérouville durant laquelle il rencontre la chanteuse Valérie Lagrange avec laquelle il a une liaison. Grâce à elle, il est engagé par Jacques Higelin comme guitariste de son groupe Super Goujats. En août 1975, toujours membre des Super Goujats, Louis participe donc à l'album Irradié de Higelin. Mais ne voulant pas rester comme simple musicien d'accompagnement, il quitte le groupe de Higelin.
En 1975, Louis Bertignac proposera à Valérie de travailler avec son ami Jean-Louis Aubert. Le trio Louis-Valérie-Jean-Louis partagent un appartement à la Bastille avec Patrick Giani le batteur d’Higelin, une colocation qui prendra fin lors de l’enregistrement d’Irradié au Château d’Hérouville. La même année, il se rend à un concert de Vince Taylor où il rencontre son batteur du moment Richard Kolinka. Les deux deviennent amis. Louis organise une rencontre entre le batteur et Jean-Louis Aubert à Mâcon chez Vince,.
Dans le courant de l'année, Louis quitte l'appartement de Bastille pour venir s'installer à Saint-Cloud chez Corine avec laquelle il vient de se mettre en couple. Ensemble, accompagné du guitariste Eric Lévi et de la chanteuse Fabienne Shine, tous deux présentés par Valérie, ils fondent le groupe de hard rock Shakin' Street. Cette formation participe au festival punk de Mont-de-Marsan en août 1976. Mais s'il ne connait qu'un succès d'estime durant les concerts, le courant ne passe pas au sein du groupe et Louis décide de suivre Corine en quittant le groupe en septembre à la suite des nombreuses tensions entre elle et la chanteuse Fabienne.
Par la suite le duo continue à donner des petits concerts accompagnés de divers musiciens dans l'espoir de trouver une formation idéale. En parallèle, Louis propose à son ami Jean-Louis Aubert (avec qui il est resté en contact) de former un nouveau groupe. Ce dernier qui vient de se séparer d'une nouvelle formation avec son ami Olive décide de l'appeler en urgence pour jouer un concert au Centre Américain de Paris le 12 novembre 1976 avec son binôme Richard Kolinka à la batterie. Louis impose au duo la présence de sa compagne Corine à la basse.

### 1977 à 1986: Période Téléphone
Le 12 novembre 1976, après dix jours de répétitions dans la cave de Ginette Kolinka (la mère de Richard), la nouvelle formation joue son concert devant 600 personnes grâce à un stratagème de Richard qui a annoncé ce concert à la télévision sur FR3 pour fêter les élections américaines. C'est durant ce concert que naît le groupe Téléphone. Après une intense période de concerts, le groupe perce en 1977 avec Hygiaphone et Métro c'est trop et sort son premier album.
Le succès de Téléphone, qui propose un rock français authentique et puissant, est aussi celui de Louis Bertignac, qui s'affirme comme l'un des meilleurs guitaristes de France. Ainsi, les albums Crache ton venin et Au cœur de la nuit permettent au groupe de continuer à percer et de marquer toute une génération grâce aux chansons devenues des standards du rock français tels La bombe humaine et Argent trop cher, et effectuent des tournées souvent complètes. Mais ce succès a son revers de la médaille puisque le couple Louis et Corine se sépare en raison de la forte présence des jeunes filles qui viennent voir les membres après les concerts. Malgré cette séparation, Corine et Louis continuent de jouer ensemble au sein du groupe.
En 1982, si l'album Dure Limite rencontre un nouveau succès (supérieur aux précédents), les sessions qui s'étaient déroulées chez le producteur Bob Ezrin ont connu de nombreuses tensions dues aux relations internes entre les membres, et à la pression et aux rythmes des tournées. C'est durant ces sessions, dont le producteur réussira à tirer le meilleur des tensions, que Louis Bertignac écrit et compose le tube Cendrillon (dédié à Romy Schneider) qui deviendra rapidement un classique incontournable du paysage musical français. Après la sortie de l'album, le groupe tente de se lancer dans une tournée internationale qui ne rencontre qu'un succès mitigé (surtout aux États-Unis). Les membres du groupe, déçus de cet échec relatif dans la conquête de la scène internationale voulue par la maison de disques, voient que tout a changé au sein de Téléphone.
En 1984, lors des sessions de l'album Un autre monde réalisé chez le légendaire producteur Glyn Johns dans le Sussex, Louis Bertignac fête ses trente ans en jouant avec nombre de ses idoles invitées par le producteur tels que Jimmy Page, Eric Clapton, John Entwistle (qui enregistrera les cuivres de l'album), Ringo Starr, Charlie Watts, Bill Wyman... à la condition de ne pas enregistrer la séance le jour de son anniversaire. L'enregistrement de l'album se déroule dans de très bonnes conditions avec l'apparition du synthétiseur dans le son du groupe, et la sortie de l'album quelques mois plus tard est un nouveau succès. Le groupe se lance dans une tournée hexagonale qui sera la dernière. En 1985, après la tournée, les membres travaillent sur un nouvel album, mais, en raison de nombreuses tensions internes empêchant l'album d'avancer, le groupe décide de se mettre en pause en mars 1986, après la sortie du single Le jour s'est levé écrit par Jean-Louis Aubert pour patienter.
Le 21 avril 1986, après 450 concerts et cinq albums, le groupe Téléphone décide de raccrocher et se sépare en deux. Pendant que Jean-Louis Aubert et Richard Kolinka continuent de travailler ensemble sur la carrière solo du premier, Louis Bertignac et Corine Marienneau forment un nouveau groupe, Les Visiteurs.

### 1986 à 1991: Bertignac et les Visiteurs
En 1986, après la séparation du groupe Téléphone, Bertignac et la bassiste Corine Marienneau fondent un nouveau groupe : les Visiteurs. La nouvelle formation, accompagnée de musiciens tels que le guitariste Serge Ubrette, le pianiste Loy Ehrlich et le batteur Afid Saidi, donne un concert sur la jonque La Belle de Canton à New-York puis enregistre à Paris l'album Bertignac et les Visiteurs, produit par John Potoker.
À sa sortie le 1er avril 1987, l'album, comme celui de Jean-Louis Aubert (Plâtre et Ciment), connait un échec commercial, même s'il est bien accueilli par les critiques. Cependant, le single Ces idées-là connait le succès (classé n°13 au Top 50).
En 1988, après le départ de Serge Ubrette, le groupe enregistre et publie le single Jack, dont le clip est réalisé par Costa Kekemenis, avant de repartir en tournée (dont le festival Festival de Roskilde au Danemark) avec de nombreux changements de musiciens.
En 1989, Louis et Corine participent à la série de Canal + Les Jupons de la Révolution dans les rôles des chanteurs de rue, révolutionnaires et chroniqueurs populaires à l'occasion du bicentenaire de la Révolution Française. Puis les Visiteurs recherchent un nouveau batteur pour leur tournée et c'est Topper Headon, le batteur des Clash fraichement sorti de 15 mois de prison pour une histoire de drogues, qui est recruté. Quelques mois plus tard, ce dernier, replongeant dans la toxicomanie, est remplacé par Hervé Verne pour l'enregistrement de l'album suivant et la reprise de Pas assez de toi de Mano Negra sur l'album Diversion.
En 1990, Rocks, le second album des Visiteurs, enregistré à Memphis et produit par Jim Gaines, est publié. L'opus passe complètement inaperçu, leur maison de disque Virgin préférant plutôt miser sur Jean-Louis Aubert (avec l'album Bleu Blanc Vert) pour récupérer le public de Téléphone. La tournée qui suit voit une grande rotation de musiciens.
Le 1er janvier 1991, la bassiste Corine, devenue entre-temps mère, et se lassant de la scène, annonce à Louis qu'elle se retire provisoirement de la musique, mettant fin aux Visiteurs.

### Années 1990: Deux albums en solo et tournées
Après la séparation des Visiteurs, Louis part voyager en Inde et au Népal pour se ressourcer.
À son retour, il se lance dans une nouvelle carrière solo en signant chez la maison de disques Colombia. Avec le producteur Tony Visconti (qui a notamment travaillé avec Paul McCartney, David Bowie, Thin Lizzy, T.Rex et Morrissey) et accompagné de la chanteuse Vanessa Paradis, du parolier Olivier Lorsac et du batteur Manu Katché, Louis enregistre l'album Elle et Louis qui contient la chanson Vas-y guitare interprétée à chaque concert ou encore le long titre La fille d'Essaouira. À sa sortie en 1993, l'album est une nouvelle désillusion commerciale pour l'artiste en n'étant pas classé. Néanmoins Louis se lance dans une tournée acoustique, en témoigne l'album Bertignacoustic, mixé par Dominique Blanc-Francard, qui paraît lui aussi en 1993.
Lors du concert du 26 mai 1994 au Bataclan, après avoir appelé Corine à monter sur scène pour jouer Ces idées-là, il fait venir Jean-Louis Aubert et Richard Kolinka pour une reformation improvisée du groupe Téléphone en interprétant cinq titres de leur répertoire, dont Un autre monde et Crache ton venin. Malgré ce concert, le projet de reformation officielle pour les vingt ans du groupe est annulé, et Jean-Louis et Louis retournent à leur carrière solo respective. Entre-temps, ce dernier interprète un personnage du film Highander III et compose la chanson Tu tombes les larmes de Clémence Lhomme.
En 1995, il rencontre le parolier Étienne Roda-Gil avec qui il écrit l'album Bertignac '96. L'opus, réalisé par Chris Kimsey (producteur des Rolling Stones, Peter Frampton, Led Zeppelin, Ten years after) et accompagné de Richard Kolinka et la participation exceptionnelle de la chanteuse Marianne Faithfull sur la chanson Cœur ouvert, est enregistré chez lui et au Studio Guillaume Tell avant d'être finalisé dans le studio Electric Lady à New York. À sa sortie en 1996, l'album, apprécié par les amateurs, n'est vendu qu'en édition limitée de 25 000 exemplaires (avec un second disque comportant deux chansons bonus) et n'est plus disponible à la vente physique depuis (bien qu'il soit disponible en streaming et en téléchargement numérique). La chanson Telle est ma vie, seule chanson du disque écrite par Louis, est un bilan sur sa vie.
À l'issue de la tournée qui s'ensuit, paraît en 1998 l'album Bertignac Live qui comprend les meilleurs enregistrements de ses concerts, dont une nouvelle version de la chanson Cendrillon intitulée Cendrillon - version 97 avec un nouveau couplet et une nouvelle partie à la fin, accompagné d'un CD-Rom réalisé par Louis et Cyril Denis (le bassiste qui l'accompagne durant la tournée) comportant des clips, des accords de guitare, des jeux.

### Années 2000: succès avec Carla Bruni etLongtemps

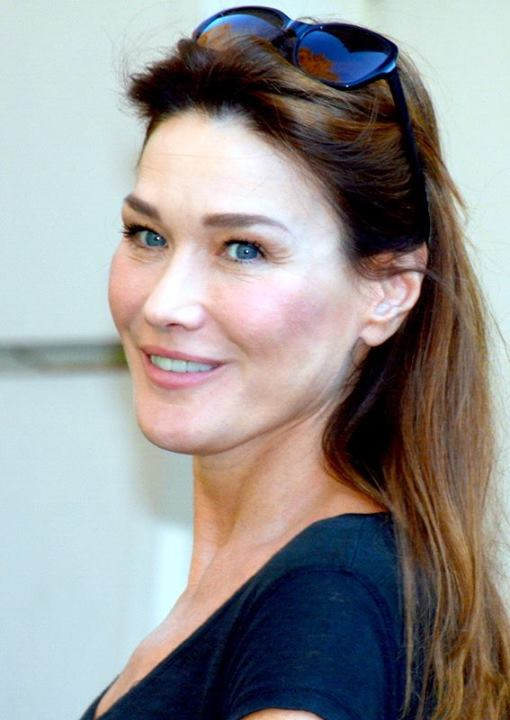
Carla Bruni (ici en 2013), vieille connaissance de Bertignac, a fait appel à ses services pour produire les albums Quelqu'un m'a dit (sorti en 2002) et No Promises (sorti en 2007).

En 2002, les albums Corine de Corine Marienneau et Quelqu'un m'a dit de Carla Bruni, tous deux produits par Louis, paraissent. Si l'accueil du premier reste confidentiel, le second en revanche est une réussite artistique et commerciale. Bertignac retrouve le succès, même s'il est dans l'ombre, et il devient producteur officiel et « accoucheur de talents musicaux » selon la biographie officielle. Il apparaît ensuite sur les plateaux d'émissions musicales de télévision avec sa guitare pour partager son expérience. Malheureusement, il doit s’éloigner de la scène médiatique pour soigner une hépatite C.

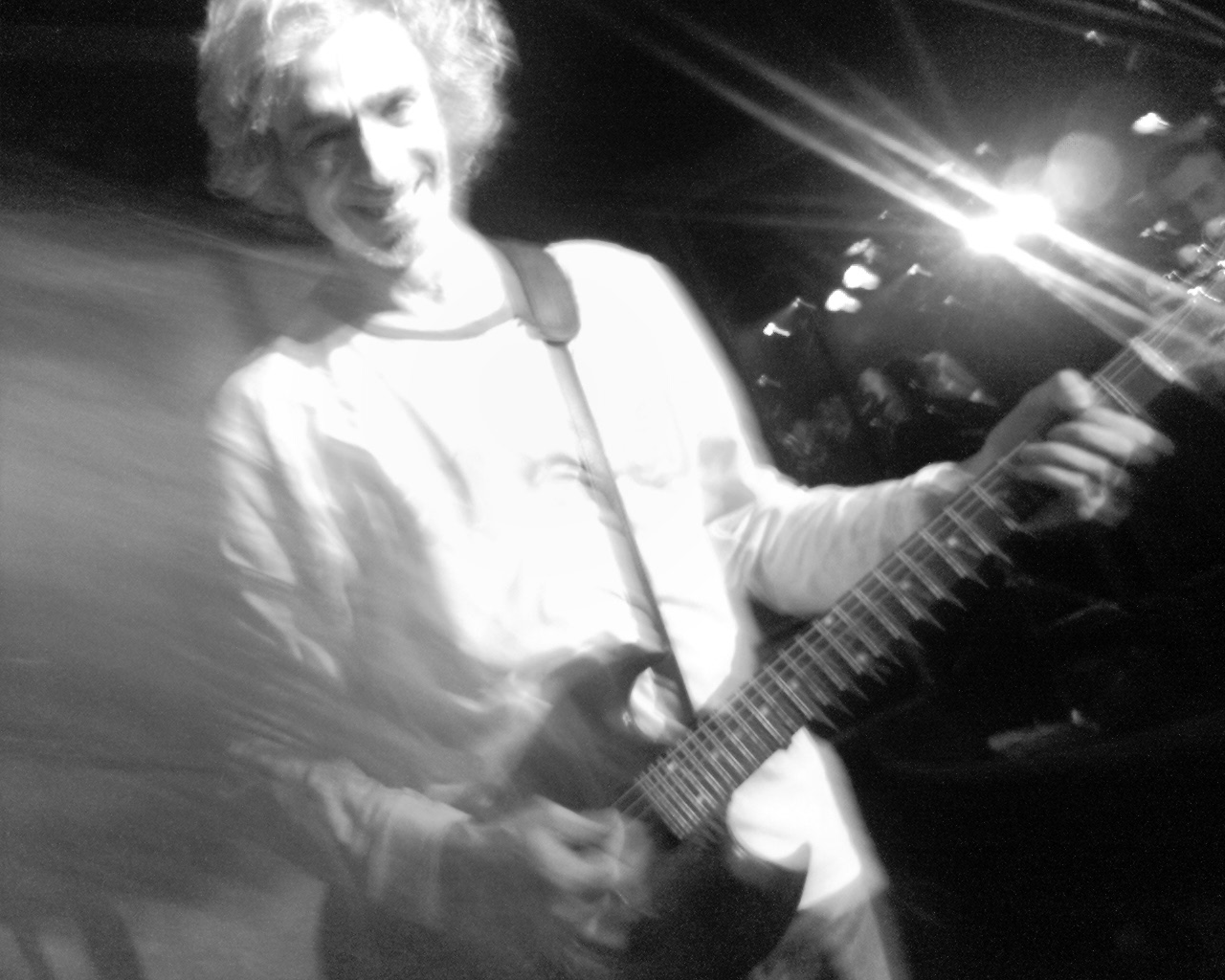
Louis Bertignac en concert en 2006.

En 2004, une fois remis, après avoir fondé le label Let It Bleed Music (en référence à l'album de ses idoles The Rolling Stones), il se remet au travail en enregistrant un nouvel album solo — le premier depuis neuf ans — à la maison, accompagné de ses amis, comme Kolinka à la batterie ou Carla Bruni qui écrit dix chansons de l'album et pose sa voix sur Les frôleuses et Sans toi. Il s'amuse à incorporer des sons d'instruments africains et népalais, ramenés de ses voyages. À sa sortie le 7 février 2005, l'album Longtemps est un succès critique et commercial (100 000 exemplaires) grâce à la chanson Je joue. Pour la tournée qui suit le disque, à l'instar du trio de Jimi Hendrix, The Jimi Hendrix Experience, Bertignac, le bassiste Cyril Denis et le batteur Hervé Koster forment le Power Trio. Ils passent notamment par L'Européen à Paris à guichets fermés, ou encore le festival des Vieilles Charrues à Carhaix-Plouguer, parfois accompagnés du sitariste népalais Bijaya Vaidya. L'album Power Trio (Live), réalisé par Bertignac sous son nouveau label Let It Bleed Music, et qui témoigne de cette tournée, sort en 2006.
Entre-temps, fidèle dans ses collaborations, Louis remet sa casquette de réalisateur pour les besoins de l'album de Carla Bruni, No Promises, qui sort le 15 janvier 2007.
Après avoir changé de batteur avec Sylvain Joasson, le Power Trio repart en tournée en passant par Moutiers-sous-Chantemerle le 29 juin 2007, dans le cadre du Festival Les Festiv'été Musicales, et le festival d'Essaouira avec M'allem Mustafa Bakbou, puis en 2008, la tournée continue en passant par le salon de la moto de Pecquencourt, puis le festival des Moissons Rock de Juvigny et Les nuits de la guitare à Patrimonio, en Corse le 20 juillet 2008. Enfin, la tournée s'achève en 2009 avec un concert à New Delhi en Inde le 19 mai 2009, puis à Katmandou, Népal le 23 mai 2009.

### Années 2010: Trois nouveaux albums et juré deThe Voice
Après la tournée, le guitariste redevient producteur pour superviser l'enregistrement de l'album Sur mes gardes de Joyce Jonathan.
Le 28 juin 2010, il publie un démenti sur des rumeurs de reformation du groupe Téléphone avant de retourner en studio pour enregistrer l'album Grizzly (ça c'est vraiment moi). En 2011, après la sortie de l'album le 14 mars 2011, Louis est nommé chevalier dans l'ordre des Arts et des Lettres, puis il apparaît en musique de film dans RIF et fait partie de la première partie du Tour 2012 de Johnny Hallyday en 2012.
Il est juré aux côtés d'autres chanteurs comme Garou ou Jenifer dans l'émission The Voice, la plus belle voix en 2012 et 2013, puis dans The Voice Kids en 2013 et 2015. En parallèle, il continue sa carrière d'artiste en sortant l'album Suis-moi en 2014, et participe l'année suivante à l'album de reprises de chants corses, Corsu Mezu Mezu, sur la chanson Solenzara, en duo avec Francine Massiani.
Le 11 septembre 2015, le groupe Téléphone se réunit partiellement de façon éphémère pour un concert au Point Éphémère à Paris sous le nom « Les Insus ? » (pour « insupportables »), la bassiste Corine Marienneau étant remplacée par Aleksander Angelov. Un autre concert est donné à Lille le 15 septembre. Les Insus ? donnent également un concert à Lyon, au Transbordeur, le 6 octobre 2015. Puis, le nouveau groupe (toujours sans Corine) fait une véritable tournée française à guichets fermées du 27 avril au 11 novembre 2016 dans plusieurs grandes villes et plusieurs festivals. Le 12 novembre 2016, ils annoncent une tournée des festivals durant l'été 2017 et un final au Stade de France le 16 septembre 2017. L'album live retraçant la tournée sort le 8 septembre 2017.

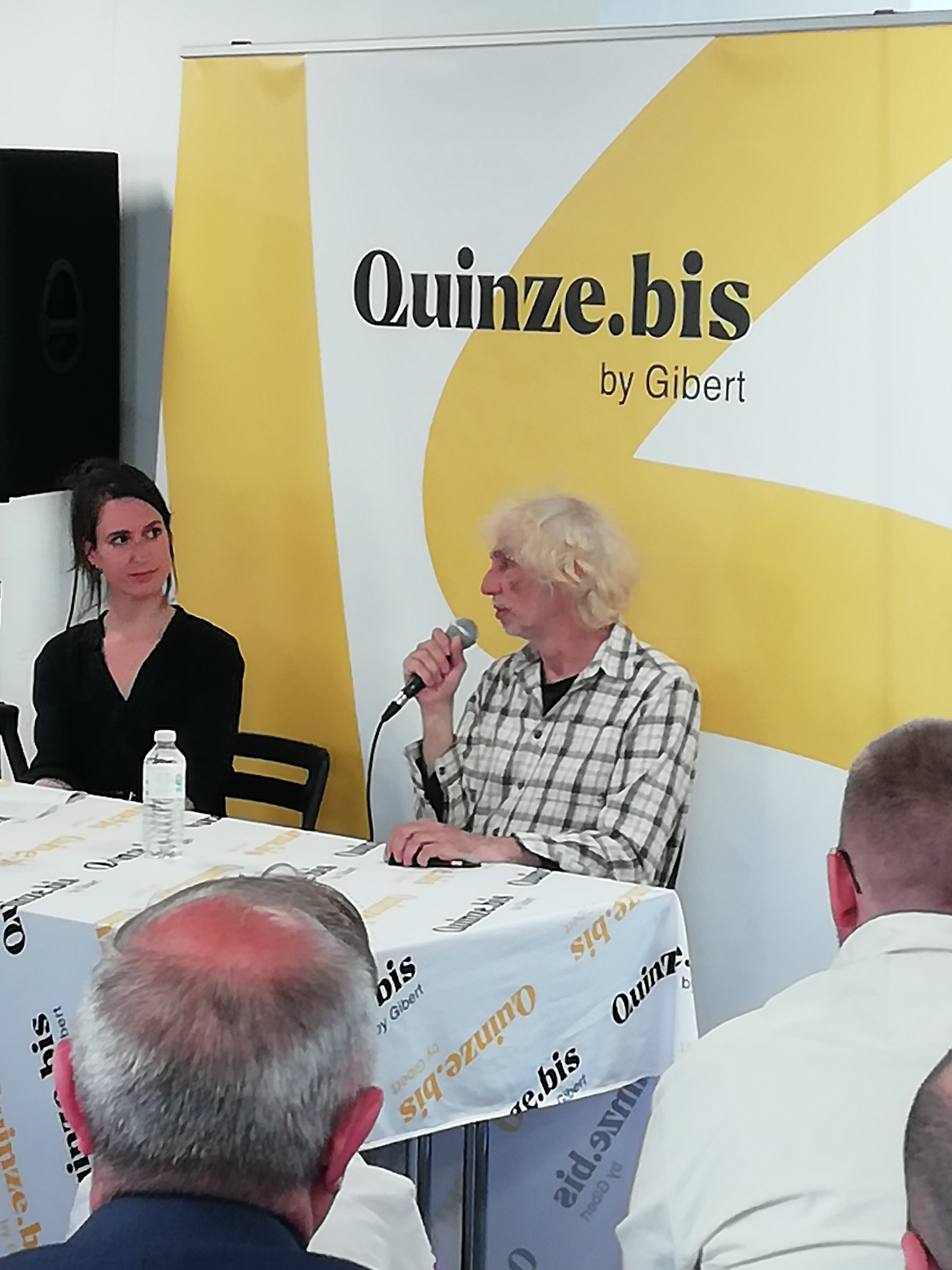
Louis Bertignac présentant son autobiographie Jolie petite histoire à Gibert (Quinze.bis, Paris 2e) le 6 mai 2022.

Fin janvier 2018, Louis Bertignac annonce sur Facebook qu'il a enregistré de nouvelles chansons qui sortiront prochainement sous forme d'un nouvel album. Entre-temps, le chanteur publie un nouvel album live le 4 mai 2018 intitulé Premier rang. Fin 2018 paraît Origines, album de reprises réinterprétés. En 2020, Louis Bertignac interrompt sa tournée en raison du confinement. 
En juin 2023, il sort un nouveau single "Allez vite !".

### Vie privée
Avant la formation de Téléphone, Louis Bertignac a une liaison avec la chanteuse Valérie Lagrange, qu'il partage avec son ami Jean-Louis Aubert. Il aura ensuite une relation amoureuse avec Corine Marienneau. En 1984, il fréquente quelque temps Carla Bruni, pour laquelle il conserve une profonde amitié au point de produire et de co-écrire avec elle l'album Quelqu'un m'a dit, succès de l'année 2002, puis l'album No Promises en 2007, et chanter avec elle en duo Les Frôleuses en 2005.
Il se lie à l'actrice Julie Delafosse, dont il a deux filles, Lola, née le 20 avril 2004 et Lili, née le 18 septembre 2007. De son union avec Laetitia Brichet, de 34 ans sa cadette, qu'il épouse le 24 juillet 2021, il a un  fils, Jack, né le 19 novembre 2016,,.

## Discographie

### Avec Jacques Higelin
- 1975 : Irradié : guitariste et compositeur de deux chansons.
- 1982 : Higelin '82 : guitariste.

### Avec Téléphone
- 1977 : Téléphone - Enregistré à Londres, produit par Mike Thorne
- 1979 : Crache ton venin - Enregistré à Londres, produit par Martin Rushent
- 1980 : Téléphone public - Avec Corine Marienneau, Jean-Louis Aubert, Richard Kolinka.
- 1980 : Au cœur de la nuit - Enregistré à New York Ladyland Studio, produit par Martin Rushent
- 1982 : Dure Limite - Enregistré à Toronto, produit par Bob Ezrin
- 1984 : Un autre monde - Enregistré près de Londres, produit par Glyn Johns
- 1986 : Téléphone Le Live - Sorti en octobre 1986
- 2000 : Paris '81 (en public)

### Avec Les Insus
- 2017 : Les Insus Live

### Avec Bertignac et les Visiteurs
- 1987 : Bertignac et les Visiteurs - Enregistré à Paris, produit par John Potoker assisté de Louis Bertignac. Contient notamment la chanson Ces idées-là.
- 1988 : Jack (single 4 titres)
- 1990 : Rocks - Enregistré à Memphis, produit par Jim Gaines

### En solo
- 1993 : Elle et Louis - Enregistré à Paris et New York, produit par Tony Visconti ; réédité quelques mois plus tard dans le coffret Le médiator avec un disque live
- 1994 : Bertignacoustic Album live acoustique enregistré en France, mixé par Dominique Blanc-Francard ; disponible avec l'album Elle et Louis dans le coffret Le médiator
- 1996 : 96 - Enregistré à la maison, mixé à New York par Chris Kimsey à l'Electric Lady Studios
- 1998 : Bertignac live - Album live enregistré en France, mixé par Louis « à la maison »
- 2005 : Longtemps - Enregistré et mixé par Louis « à la maison », dix titres sont écrits par Carla Bruni
- 2006 : Power Trio (Live) - Enregistré en public
- 2011 : Grizzly (ça c'est vraiment moi)
- 2014 : Suis-moi
- 2018 : Premier rang - Enregistré en public pendant la tournée Suis-moi. Double album + DVD
- 2018 : Origines - Album de reprises enregistré intégralement par Louis Bertignac
- 2023 : Dans le film de ma vie

### Participations
- 1985 : participation au titre It's only Mystery de la bande originale du film Subway
- 1990 : Diversion. Reprise de Pas assez de toi de la Mano Negra
- 1994 : Composition et production du titre Tu tombes les larmes de Clémence Lhomme
- 2000 : participation au titre Sympathy for the Devil des Rolling Stones lors du festival des Solidays
- 2003 : Composition et réalisation de la chanson Une question de temps de Patricia Kaas, parue sur son album Sexe Fort
- 2010 : This Incredible Fortune to Be Two, sur l'album caritatif Out of the Blues pour la lutte contre le SIDA
- 2015 : Reprise de Solenzara, en duo avec Francine Massiani sur l'album Corsu Mezu Mezu

### Albums produits
- 2002 : Corine de Corine Marienneau
- 2002 : Quelqu'un m'a dit de Carla Bruni
- 2007 : No Promises de Carla Bruni
- 2010 : Sur mes gardes de Joyce Jonathan

## Inspiration
- The Rolling Stones et Keith Richards
- Jimi Hendrix
- Led Zeppelin
- The Beatles et George Harrison
- The Who
- Rory Gallagher
- Eric Clapton
- Prince

## Filmographie
Louis Bertignac est évidemment présent dans le film Téléphone Public, réalisé par Jean-Marie Périer en 1979 et consacré au groupe Téléphone. Le film fut présenté hors compétition au Festival de Cannes 1980.
Il fait également une apparition en 1988 en garçon de café dans In Extremis d'Olivier Lorsac (lui-même parolier de l'album de Bertignac Elle et Louis). Il joue ensuite le rôle de Pierre Bouchet, noble français ami de Connor MacLeod, dans Highlander 3 (Highlander III: The Sorcerer), film réalisé par Andy Morahan en 1994.
- Téléphone Public (1980) : documentaire sur le groupe Téléphone
- In Extremis (1988) : un garçon de café
- Highlander 3 (1994) : Pierre Bouchet
- R.I.F. (2011) : musique du film